# Frittata
La frittata (de fritto, en italien, qui signifie « frit », frittate au pluriel) est un plat traditionnel de la cuisine italienne dont l'élément principal est l'œuf, semblable à l'omelette française, garni de différents ingrédients comme de la viande, des légumes et du fromage.
Elle se cuit des deux côtés et, selon les ingrédients ajoutés en cours ou en fin de cuisson, elle peut être consommée en plat principal, en plat d'accompagnement ou en dessert. L'omelette avec laquelle on l'a confondue à l'étranger jusqu'au milieu des années 1950, n'est pas retournée pendant la cuisson et est servie pliée en deux, éventuellement farcie d'autres ingrédients.
Dans un sens plus général, le mot « frittata » désigne toute préparation à base d'œufs qui, après avoir été mixés ou battus, sont cuits à la poêle.
La frittata a constitué au fil des siècles une indispensable source de protéines dans la cuisine italienne populaire

## Histoire
Du latin fructus ou fixus (« frit »), la frittata s'est répandue dans tout le bassin méditerranéen. Les œufs battus et frits dans l'huile, diversement assaisonnés, existaient déjà dans la Rome antique, bien que certains prétendent que cette recette ait été apportée par les Arabes. Dans De re coquinaria, le cuisinier romain Marcus Gavius Apicius propose comme apéritif une frittata avec du garum, un condiment à base de poisson fermenté, et du vin, et d'autres recettes avec de la fleur de sureau, de la laitue ou du miel.
En sandwich, elle constituait autrefois le repas que les travailleurs tiraient de leur sac ; aujourd'hui, les sandwichs à la frittata accompagnent les sorties à la campagne.

## Préparation

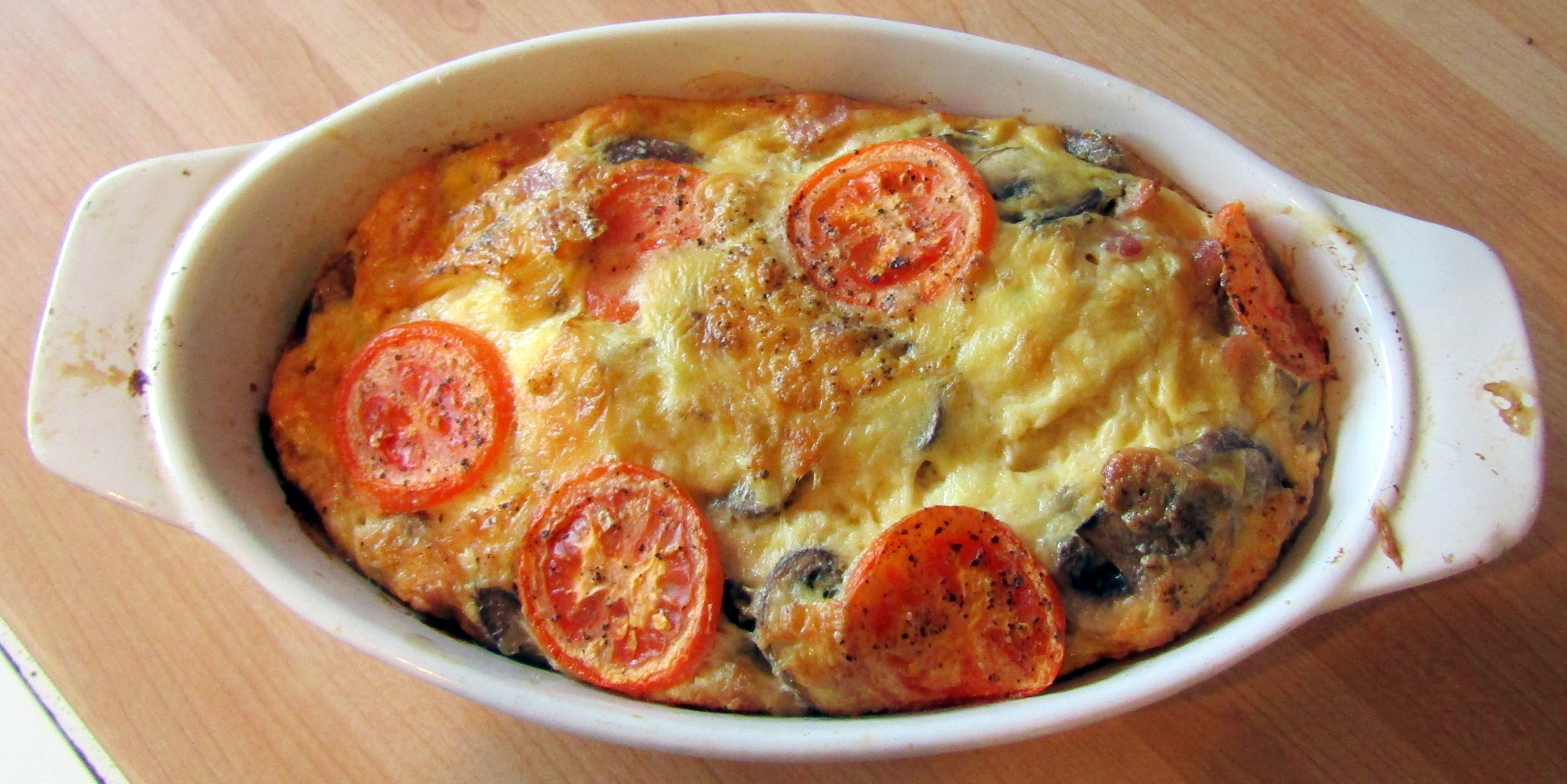
Frittata jambon champignon.

La base est composée d'œufs battus et d'huile de graines ou plus rarement d'huile d'olive. Des ingrédients tels que du fromage, du jambon, des pâtes, des légumes, du lait ou de la chapelure, sont ajoutés aux œufs crus. La préparation est cuite lentement à la poêle ou au four. Après la cuisson, la frittata peut encore être farcie, par exemple avec du fromage, de la charcuterie, des légumes, du chocolat, de la confiture, des fruits, des herbes ou d'autres ingrédients. Un autre procédé, dans lequel les œufs battus sont versés sur les autres ingrédients directement dans la casserole au-dessus du feu, est décrit par Pellegrino Artusi.
Comme l'omelette traditionnelle, la frittata est habituellement préparée dans une poêle,. La cuisson se fait en deux étapes : dans un premier temps, elle est partiellement cuite sur une cuisinière, puis, dans un second temps, sa cuisson est terminée au gril. Plutôt que d'être servie pliée comme l'omelette, la frittata est servie ouverte avec les accompagnements et assaisonnements placés dessus (comme pour la pizza). La frittata est servie chaude ou froide comme entrée ou plat principal.
Les écrivains culinaires Maestro Martino et Pellegrino Artusi, recommandaient toutefois de ne la cuire que d'un côté.

## Principales variantes

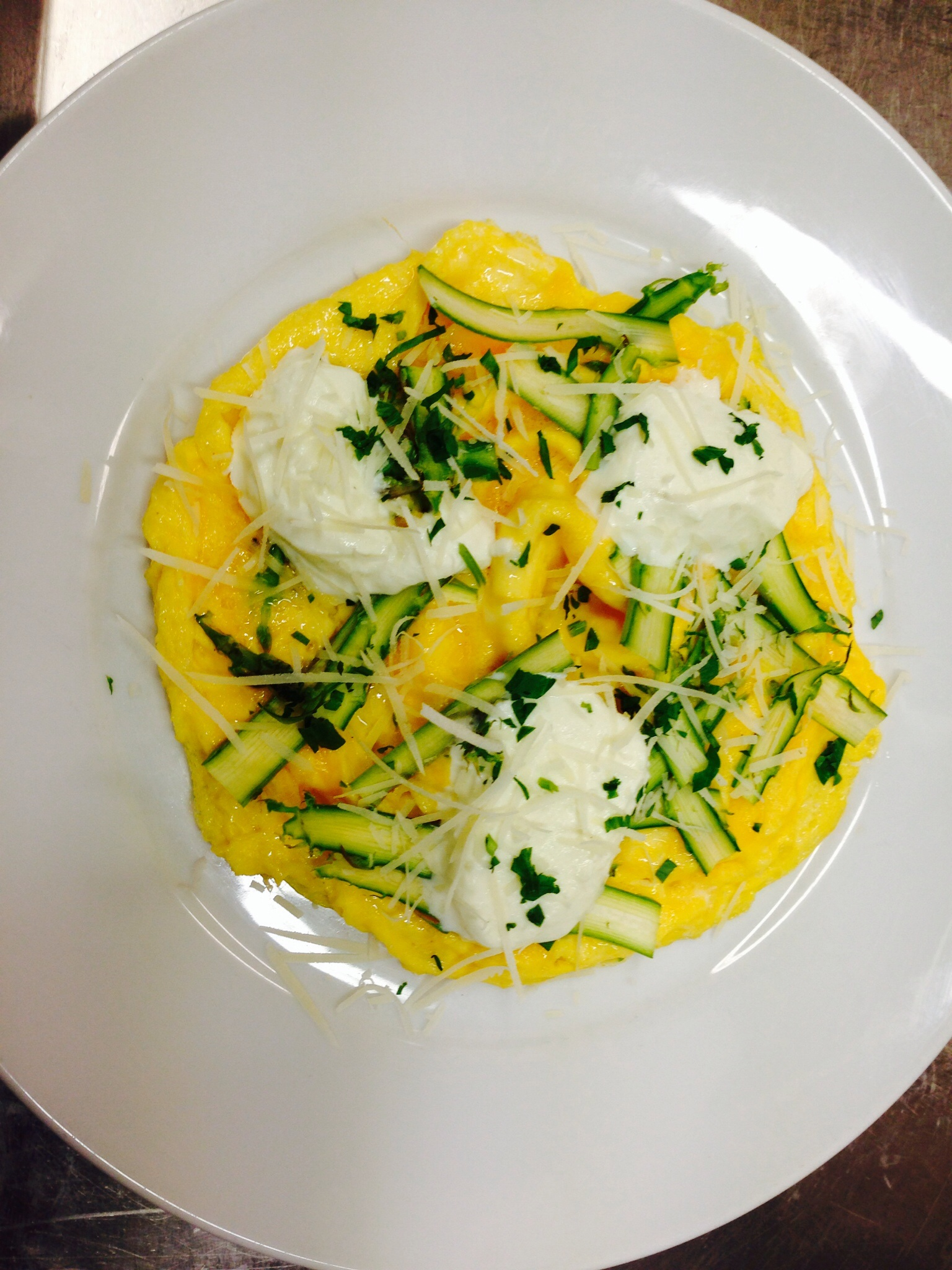
Frittata aux asperges, au fromage de chèvre et persil.

Il existe de nombreuses variantes de la frittata, composées de divers légumes (comme les courgettes, les oignons, les fines herbes), de champignons et même de viande et de fruits de mer.

### Frittata di cipolle
La frittata di cipolle (qui signifie littéralement « frittata aux oignons ») est l'une des préparations traditionnelles les plus répandues. Elle est essentiellement composée d'oignons (blancs de préférence) frits dans l'huile d'olive, d'œufs, de sel et poivre et de fromage gratiné. La frittata di cipolle, plat végétarien peu coûteux, était, au siècle dernier, un plat populaire consommé par les travailleurs au cours de la journée.

### Frittata di maccheroni
La frittata di maccheroni est préparée en utilisant des restes de pâtes, par exemple des spaghetti.

### Frittata rognosa
La frittata rognosa est très répandue dans la cuisine piémontaise, mais aussi dans celle d'autres régions du nord de l'Italie. Du salami cuit émietté et frit dans une poêle suffisamment grande est ajouté à la base d'œufs battus avec du sel, du poivre, du fromage râpé et des herbes aromatiques.

### Frittata con gli zoccoli
Grande frittata enrichie de cubes de pancetta,, aussi connue sous le nom de frittata rognosa, c'est un plat de la cuisine toscane de tradition paysanne, né de la nécessité de recycler les restes.
Les familles paysannes utilisaient ce dont elles disposaient pour préparer le déjeuner, c'est-à-dire des œufs frais et des restes de la veille. Il n'était pas rare de trouver chaque jour une frittata différente, enrichie de pancetta, comme le veut la tradition, ou de morceaux de viande ou de restes de charcuterie.

### Frittata di scammaro
Dans la cuisine napolitaine, la frittata di maccheroni est très courante, généralement préparée avec des vermicelles ou des spaghettis, nature ou à la tomate. Les restes de pâtes du déjeuner ou du dîner précédent peuvent être utilisés comme ingrédient pour une frittata di maccheroni. Des morceaux de jambon ou de fromage peuvent y être incorporés.
La frittata di scammaro, cuite sans œufs, est un plat pauvre de cette cuisine, consistant en des pâtes semi-cuites dans de l’eau bouillante et ensuite frites dans une poêle avec de l’huile assaisonnée d’olives, de raisins secs, de pignons de pin, d’herbes et d'(anchois). Le nom vient des « jours de scammaro » qui, dans le royaume des Deux-Siciles, identifiaient les jours du carême et tous les autres jours de l’année où, par précepte religieux, il était obligatoire de manger maigre.

### Filoscio
Le filoscio, du français « filoche » (tissu à large maille), est un classique de la cuisine napolitaine. Témoignage de l'influence française, il n'est pas retourné comme la frittata classique, mais replié sur lui-même. Sa garniture, unique, est constituée de fior di latte d'Agerola.

### Zuppa imperiale abruzzese
Dans les Abruzzes, la veille de Pâques est célébrée avec la zuppa imperiale abruzzese (soupe impériale des Abruzzes), des cubes de frittata parfumés à la cannelle et servis dans un bouillon de chapon.

### Rafanata
Typique de la cuisine lucanienne, elle tire son nom de l'ingrédient principal, le raifort rustique (rafano en italien). Les ingrédients de base sont les œufs, le pecorino, le raifort ; diverses variantes incluent l'ajout de pommes de terre sous diverses formes. Elle se cuit au four ou sur le gril. Ce plat est commun aussi en Suède et Finlande, préparé avec de la viande, ou du poisson.

## Phrases et proverbes
Au sens figuré, le terme indique également un gâchis ou un problème combiné, par exemple « ormai la frittata è fatta » (« maintenant l'omelette est faite »), après que quelqu'un a fait quelque chose de mal, comme une invitation à l'oublier.
L'acte de « rivoltare la frittata » (« tourner l'omelette »), une phase de la cuisson, est plutôt associé à une prétendue tentative d'échapper à une discussion, ou de la conclure, en changeant astucieusement les termes de la question : l'interprétation du diction est que malgré une action énergique (on retourne l'omelette en la jetant en l'air et en la renversant dans la poêle) et le « point de vue » différent, l'objet de la dispute (ou, par métaphore, le contenu de la poêle) demeure.

## Au cinéma
Dans les années 1970, grâce au personnage d'Ugo Fantozzi incarné par Paolo Villaggio, dans le film Il secondo tragico Fantozzi, la frittata di cipolle devient le symbole d'une « anarchie » au sein du foyer. Sa dégustation, accompagnée de bière fraîche et de rots gratuits, est un signe de rejet des règles sociales des bonnes manières et des attitudes bourgeoises hypocrites auxquelles - malgré lui - le comptable Ugo Fantozzi, un travet du XXe siècle (le travet, c'est-à-dire un homme quelconque, est le symbole de la classe politique qui opprime le petit bourgeois) est contraint.

## Frittataaux mille œufs
En 1535, une frittata de mille œufs est préparée à la Chartreuse de Padula en l'honneur de Charles Quint d'Espagne qui s'arrête à la Chartreuse avec son armée revenue victorieuse de la bataille de Tunis. L'événement est toujours célébré chaque année le 10 août, et a été évoqué dans le film Il était une fois... de Francesco Rosi avec Sophia Loren et Omar Sharif.

## Curiosités
Le 17 mai 1987, à Carcacia di Padrón en Espagne, le cuisinier Antonio Rivera Casal prépare une frittata avec 5000 œufs, en ajoutant 150 litres d'huile et 499 kilos de pommes de terre.
À Colli a Volturno, une petite ville de la province d'Isernia et à Casale (Carinola) dans la province de Caserte, chaque année, le jour de Pâques, une tradition historique se renouvelle : chaque famille cuisine une frittata contenant de 100 à 500 œufs, à laquelle sont ajoutés divers produits locaux tels que de la charcuterie, de jambon, du fromage, des asperges etc.
Chaque année à Montaquila, la Sagra della Frittata est célébrée, où chaque famille contribue en faisant des frittate de différentes tailles. À cette occasion, la plus grande frittata de l'événement est cuite devant la population. En 2017, le nombre d'œufs était de 1469, mais selon la tradition, des œufs supplémentaires sont ajoutés chaque année afin de l'agrandir.

## Noms de lafrittatadans les dialectes italiens et garnitures locales caractéristiques

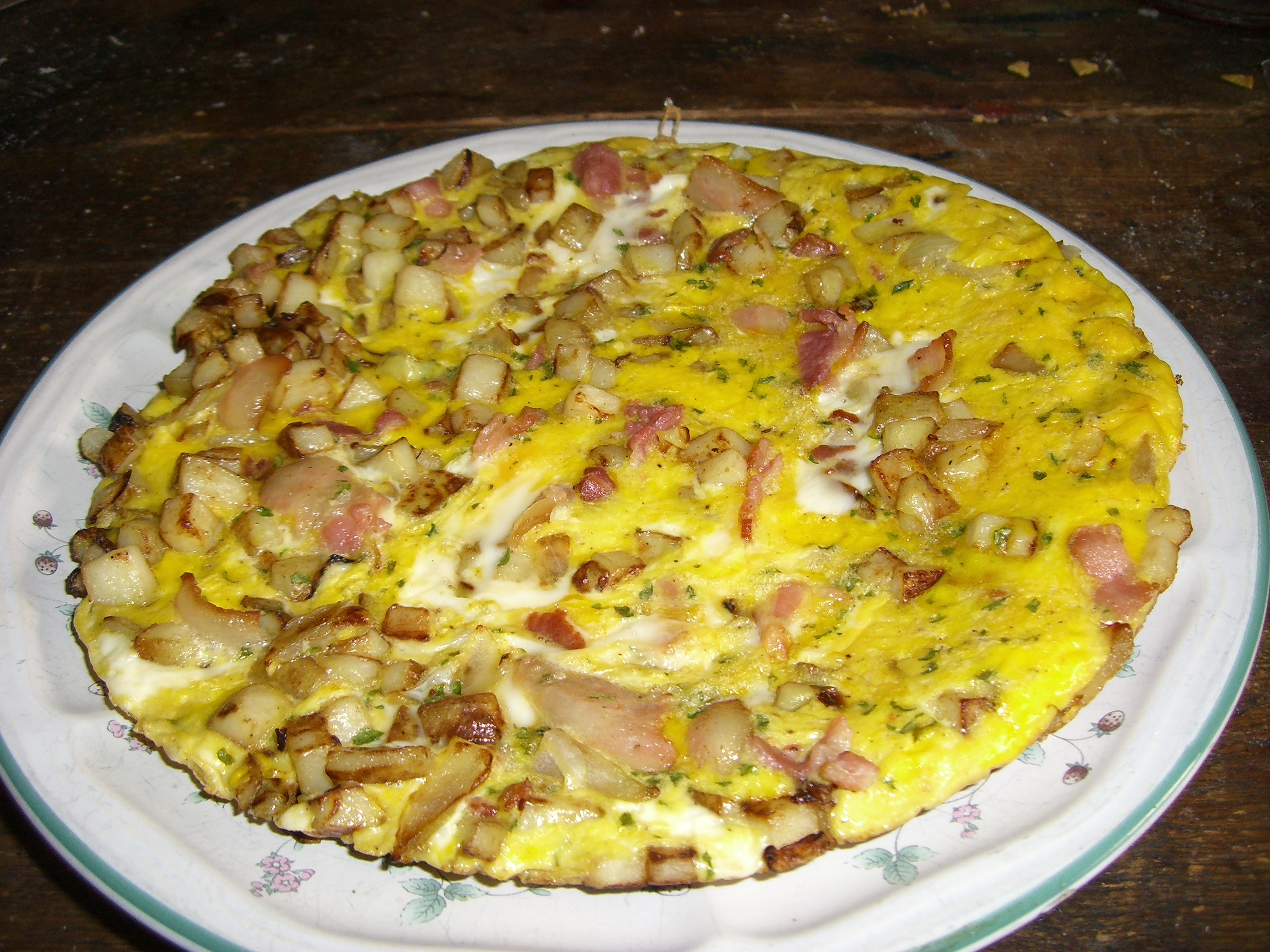
Frittata di Pasqua

- Molise : fr'ttiata ; variante : di Pasqua (de Pâques, avec du foie d'agneau et du pecorino)
- Calabre : 'frittat
- Basilicate : fr'ttat
- Campanie : frittata
- Émilie-Romagne ; variante : con i funghi prugnoli (aux tricholomes de la Saint-Georges), con di uomini nudi (aux alevins de sardine)
  - Émilie  : fartéda
  - Romagne : fritéda
  - Plaisance : fritä (fritada dans certaines régions de la province)
- Ligurie : fritâ ; variantes : con carciofi di Albenga (aux artichauts d'Albenga), con le bietole (aux blettes), con di gianchetti (aux alevins d'anchois, appelés « poutine » dans la région niçoise)
- Frioul-Vénétie Julienne ; variantes : con il silene (aux silènes enflés ou claquets), con i bruscandoli (aux jeunes pousses de houblon)
  - Frioul : fartae
  - Vénétie julienne : fritaja, fortaia[14] ; variante : con i giori di zucca (aux fleurs de courgette), con die moeche (aux crabes verts en mue)
- Lombardie
  - Milan / Brianza : fritada
    - Lombardie occidentale : furtaa

  - Pavie : frità
  - Mantoue : fartàda, fretàda
- Ombrie ; variante : con i tartufi neri (à la truffe noire)
- Piémont
  - Alexandrie : frità
- Pouilles ; variantes : con la menta (à la menthe), con i lampasscioni (aux bulbes de muscari à toupet)
  - Bari : fr'tta
  - Altamura : frəttèit
  - Foggia : fr'tt't
- Toscane : frittata (prononcé « ftittatha », « frittaha » ou « fritta'a » selon les régions) ; variantes : affogata (« noyée »), con i pomodorini (aux tomates), con gli zoccoli (« aux sabots », à la pancetta)
- Vénétie Trentin-Haut-Adige : fortaja - Omelett
  - Bellune : fortàia
- Venise : fortàgia
  - Vérone : fritaja
- Trentin-Haut-Adige :
  - Trente : amblèt, fortaia
- Sardaigne ; varainte : con le favette (aux fèves)
- Sicile : fugghietta, froscia[15]

On trouve dans toute l'Italie, des frittata con gli asparagi (aux asperges), et con mozzarella et con ricotta (à la mozzarella ou à la ricotta) dans le sud de l'Italie.